# HŠK Sigečica Zagreb
Hrvatski športski klub Sigečica Zagreb bio je hrvatski nogometni klub iz Sigečice, Zagreb. 
Osnovan je 1935. Raspušten je 18. svibnja 1941. godine odlukom Povjerenika za šport NDH.